# Mount Augusta (Antarktika)
Mount Augusta ist ein Berggipfel etwa vier Kilometer östlich des Mount Wild am südlichen Ende der Königin-Alexandra-Kette im Transantarktischen Gebirge. 
Entdeckt wurde der Gipfel durch Teilnehmer der Nimrod-Expedition (1907–1909) unter der Leitung des britischen Polarforschers Ernest Shackleton. Benannt ist er nach Augusta Swinford-Edwards, einer Verwandten Shackletons.